# (3289) Mitani
(3289) Mitani (1973 SQ2; 1934 RP) ist ein ungefähr vier Kilometer großer Asteroid des inneren Hauptgürtels, der am 7. September 1934 vom Astronomen Karl Wilhelm Reinmuth an der Landessternwarte Heidelberg-Königstuhl auf dem Westgipfel des Königstuhls bei Heidelberg (IAU-Code 024) entdeckt wurde.

## Benennung
Der Asteroid (3289) Mitani wurde nach dem japanischen Astronomen Tetsuyasu Mitani (1926–2004) benannt, der den Asteroiden (1619) Ueta entdeckte und 1954 Autor der Beobachtung des Periheldurchgangs des 1948 entdeckten Kometen 45P/Honda-Mrkos-Pajdušáková war. Er arbeitete von 1944 bis 1945 am Ikoma-san-Sonnenobservatorium der Kaiserlichen Universität Kyoto. Unter den schwierigen Bedingungen im und nach dem Zweiten Weltkrieg führte er mit Begeisterung astrometrische Beobachtungen von (134340) Pluto, Kometen und Kleinplaneten am Kwasan-Observatorium der Universität Kyoto. Von 1957 bis 1960 beschäftigte er sich mit Beobachtungen für die geodätische Vermessung. Die Benennung wurde von Hideo Ōishi vorgeschlagen, der diesen Asteroiden endgültig identifizierte. Die Benennung wurde von Ichiro Hasegawa und Kiichirō Furukawa bestätigt.